# Parlament Federacije Bosne i Hercegovine
Parlament Federacije Bosne i Hercegovine je najviše zakonodavno tijelo Federacije Bosne i Hercegovine. Sastoji se od dva doma: Zastupničkog doma i Doma naroda. 

## Zastupnički dom Parlamenta Federacije Bosne i Hercegovine
Zastupnički dom tvore zastupnici izabrani na teritoriju FBiH, njih devedeset i osam. Dom ima upravljačku strukturu, odnosno predsjedatelja i dva dopredsjedatelja, koji skrbe o tomu da Zastupnički dom funkcionira sukladno Ustavu Federacije Bosne i Hercegovine i poslovniku Doma. 

## Dom naroda Parlamenta Federacije Bosne i Hercegovine
Dom naroda Parlamenta Federacije Bosne i Hercegovine je upravno tijelo u sklopu Parlamenta Federacije Bosne i Hercegovine, sastavljeno od po dvadeset i tri predstavnika konstitutivnih naroda u BiH i jedanaest predstavnika koji se narodonosno očituju kao Ostali. Radom Doma ravnaju predsjedatelj i dva dopredsjedatelja.

## Vanjske poveznice
- Aktivnosti